# 史彌應
史彌應（?—?），字定叔，號自樂山人，庆元府鄞縣（今浙江省寧波市鄞州区一帶）人，南宋词人、诗人、学者。
史彌應出自甬上望族鄞县史氏。宋宁宗嘉定七年（1214年）登進士第。曾任連州知州。因与其兄史彌忠不和而罢归，杜门不出，潛心诗词。

## 著作
- 《自樂山翁吟稿》（已佚）。
- 生平事迹在《甬上宋元詩略》卷八有记载。今存诗二首。